# أليسيو كورسيو
أليسيو كورسيو (بالإيطالية: Alessio Curcio)‏ (12 مارس 1990 ببينيفنتو في إيطاليا - ) هو لاعب كرة قدم إيطالي في مركز الهجوم. لعب مع نادي كاسالي وFC Canavese ‏.

## روابط خارجية
- أليسيو كورسيو على موقع قاعدة بيانات كرة القدم.إي يو (الإنجليزية)
- أليسيو كورسيو على موقع Soccerway.com (الإنجليزية)